# The KLF
The KLF — самый известный и успешный проект творческого союза двух британских музыкантов Билла Драммонда (англ. Bill Drummond) и Джимми Коти (англ. Jimmy Cauty), впервые появившийся в марте 1988 года.
В 1987 году Драммонд и Коти под псевдонимами «King Boy D» и «Rockman Rock» создали свой первый музыкальный проект «Justified Ancients of Mu Mu» сокращённо «JAMs» и за два дня записали свой первый сингл «All You Need Is Love», а через неделю альбом «1987 (What The Fuck Is Going On?)». Композиции содержали множество семплов из популярных музыкальных произведений, а также рэп собственного сочинения. В мае 1988 года Билл и Джимми создают сайд-проект (англ. side project) "The Timelords " с единственным синглом «Doctorin' the Tardis», который состоял из переработанной главной темы британского научно-фантастического телесериала «Доктор Кто» и песни Гэри Глиттера " Рок-н-ролл (часть вторая) ". Сингл не был хорошо принят критиками, но имел коммерческий успех, заняв первое место в хит-параде синглов Великобритании.
После полного провала проекта «The JAMs» Билл и Джимми создают новый чисто танцевальный проект, которому было дано название «The KLF». Именно он стал пионером так называемого «стадионного хауса» — музыки, сочетавшей эйсид-хаус с поп-роком и семплированным шумом толпы; также «The KLF» повлиял на становление эмбиента. На своём лейбле «KLF Communications», музыканты издали целую серию хитов, добившихся международного признания, а в 1991 году «The KLF» продало синглов больше всех в мире. Билл Драммонд и Джимми Коти также опубликовали книгу под названием «The Manual» и работали над кинолентой «The White Room», снятой в стиле роуд-муви.
Творческая философия Драммонда и Коти была основана на анархических и ситуационистских идеях, почерпнутых из трилогии «Иллюминатус!». «The KLF», в частности, прославились своими контркультурными акциями, среди которых: искажение рекламных сообщений на билбордах, публикация зашифрованных посланий на рекламных полосах в журнале «NME» и в популярной прессе и экстравагантные представления в телепрограмме «Top of the Pops».
Самый известный перфоманс «The KLF» случился в феврале 1992 года на вручении музыкальной премии «BRIT Awards», где Драммонд со сцены стрелял из автомата (холостыми патронами), а на вечеринку после церемонии музыканты подбросили мертвую овцу. Это представление музыканты приурочили к завершению своей музыкальной карьеры, и в мае того же года дуэт официально уничтожил каталог своих записей в Великобритании.
Артисты уже тогда интересовались современным искусством — на гонорары, заработанные во время существования «The KLF», Драммонд и Коти создали организацию «K Foundation», которая должна была вручать специальную премию худшему художнику года. В период деятельности «K Foundation», дуэт совершил очередную из своих оригинальных акций — они сожгли миллион фунтов стерлингов наличными и сняли об этом фильм.
Несмотря на то, что Драммонд и Коти остались верны своему слову и уничтожили лейбл «KLF Communications», вместе с проектом «The KLF», включая весь свой музыкальный каталог в Великобритании, впоследствии Драммонд и Коти записали ещё несколько композиций под другими названиями — «K Foundation», «One World Orchestra» и «2K».

## История
В 1986 году Билл Драммонд был известной фигурой в Британской музыкальной индустрии. Он был сооснователем лейбла «Zoo Records», играл на гитаре в Ливерпульской группе «Big in Japan» и работал менеджером групп «Echo & the Bunnymen» и «The Teardrop Explodes».
21 июля того же года Драммонд уволился из подразделения A&R лейбла «WEA». Это происходит в то время, когда ему исполнилось ровно 33⅓ года — именно такое количество оборотов в минуту делает на проигрывателе виниловая пластинка. Для Драммонда это был знаковый момент; тогда он скажет: «В моей жизни пришло время для революции. Я должен взобраться на вершину и увидеть весь мир». После ухода Драммонд издаёт сольный альбом «The Man», который был хорошо принят критиками. О пластинке писали: «со вкусом переданное ощущение недосказанности», «трогательное, хотя и своеобразное, автобиографическое послание», «в его текстах — необычные и мудрые размышления о жизни», «прекрасная запись, созданная скромным гением».
Художник и музыкант Джимми Коти в 1986 году был гитаристом в коммерчески неуспешной группе «Brilliant» — Драммонд подписал её в своё время на лейбл «WEA» и работал менеджером коллектива. В тот период Коти и Драммонд увлекались знаменитой конспирологической трилогией «Иллюминатус!», и в особенности, дискордианством — шуточной религией, формой постмодернистского анархизма. Будучи студентом, обучающимся искусствам, Драммонд работал над дизайном декораций для 12-часового представления, посвящённого выходу «Иллюминатуса» (премьера произошла 23 ноября 1976 года).
Перечитав «Иллюминатус!» в 1986 году и вдохновившись хип-хопом, Драммонд понял, что хочет изменить застывший ландшафт поп-музыки. Позже, вспоминая тот момент в интервью, Драммонд сказал, что план возник в его голове мгновенно: он организует хип-хоп-группу со своим бывшим коллегой Джимми Коти, и они назовутся «The Justified Ancients of Mu Mu».

Это было первого января. 1987 год. Я сидел дома, с родителями, собирался выйти на утреннюю прогулку, небо было ясным и голубым и я подумал: «Запишу что-нибудь в стиле хип-хоп. С кем я могу это сделать?» Мне не доставало смелости осуществить замысел самостоятельно, потому что я хоть и владел гитарой и мог что-то наиграть на пианино, я ничего не понимал в технологиях. Джимми являлся моим единомышленником: у нас были похожие вкусы, нам нравилась одинаковая музыка и все такое. Поэтому я позвонил ему в тот же день и сказал: «Давай создадим группу под названием „Justified Ancients of Mu Mu“». Он сразу понял, что я имею в виду. В течение недели мы записали наш первый сингл «All You Need Is Love».— из интервью Драммонда радио «BBC Radio 1»

### Justified Ancients of Mu Mu
В начале 1987 года Драммонд и Коти начали совместную деятельность. Они придумали себе псевдонимы — «Kingboy D» и «Rockman Rock», а проекту дали название — «The Justified Ancients of Mu Mu», заимствованное из «Иллюминатуса!».
«Justified Ancients of Mummu», сокращенно — «The JAMs», по сюжету романа внедрились в сообщество Иллюминатов — тайную и могущественную организацию, пытающуюся добиться мирового господства. «The JAMs» ведут подрывную деятельность, мешая Иллюминатам осуществить задуманное. Отождествляя себя с «The JAMs», Драммонд и Коти решили применить их принципы по отношению к миру шоу-бизнеса. Спрятавшись за придуманными персонажами и вооружившись дискордианскими идеями о хаосе и смятении, они придумали свой способ писать музыку — прямой, комичный, и одновременно революционный. Главным инструментом «The JAMs» был цифровой семплер, с помощью которого они бесцеремонно вырезали куски из мировых поп-хитов, помещали их в новый контекст, добавляли примитивные ритмы, созданные с помощью битбокса и ироничный рэп Драммонда.

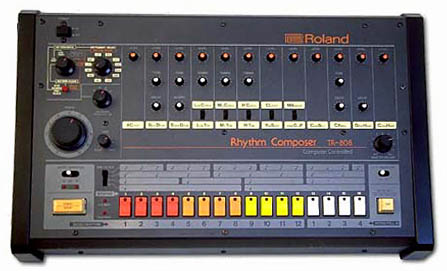
Основа трека «All You Need Is Love» была запрограммирована на драм-машине Roland TR-808

Дебютный сингл «The JAMs» «All You Need Is Love» был записан за два дня и стал реакцией на освещение средствами массовой информации проблемы СПИДа. Трек содержал семплы из одноимённой композиции «Beatles», а также из песни Саманты Фокс «Touch Me (I Want Your Body)». Несмотря на то, что сингл был отвергнут дистрибуторами из-за опасений судебного преследования со стороны правообладателей, копии виниловой пластинки были разосланы музыкальной прессе. Композиция получила положительные оценки и даже стала «синглом недели» британского журнала «Sounds». Журнал назвал «The JAMs» «самым горячим и воодушевляющим проектом года» никогда ещё музыкальный коллектив не вызывал такого восхищения".
В 1987 году «The JAMs» переработали и издали заново сингл «All You Need Is Love». В новом варианте были удалены или исправлены самые спорные (в юридическом смысле) семплы. Для продвижения песни на лондонских билбордах были нанесены рисунки-граффити с текстом песни. Этот релиз закрепил успех «The JAMs» (они получили «сингл недели» в журнале «NME»), и позволил им собрать средств для записи дебютного альбома.
Альбом «What The Fuck Is Going On?» был записан за шесть дней и вышел в июне 1987 года. Пластинка содержала песню «The Queen and I», в которой было много семплов из хита «Dancing Queen» шведской группы «ABBA». Об этом узнал менеджмент «ABBA» и после судебного иска от группы, устроенного совместно с организацией «Mechanical-Copyright Protection Society», тираж альбома был изъят из продажи.
Драммонд и Коти, захватив с собой журналиста из «NME», фотографа и большую часть непроданного тиража, отправились в Швецию с намерением встретиться с участниками группы «ABBA». В Стокгольм они приехали в три часа ночи (3AM!). Студия естественно была закрыта, а перед дверями скучала белобрысая проститутка. Парни громко предположили, что это, должно быть, Агнета из АББЫ пополняет бюджет группы всеми возможными способами, и вручили ей золотую копию пластинки. Все это, само собой, было запечатлено для истории. С Бенни и Бьорном они так и не встретились, да судя по всему, и не пытались. Где-то на безымянном поле под Стокгольмом JAMsы развели большущий костер, куда и вывалили пластинки из багажника. Получилось очень дымно и вонюче. Но насладиться зрелищем в полной мере помешал прибежавший на дым и вонь злобный шведский фермер с дробовиком. Стал стрелять, пробил крыло Форда (из-за чего тот немного погодя умер). Парни спасались бегством. Оставшиеся копии были утоплены по дороге домой. В декабрьском интервью Драммонда того же года, он заявил, что считает поступок «The JAMs» оправданным с точки зрения художника.
После этого «Justified Ancients of Mu Mu» удалили из альбома все проблемные семплы (оставив на их месте тишину) и выпустили его под названием «1987: The JAMs 45 Edits», приложив к пластинке подробные инструкции по восстановлению оригинального звучания песен в домашних условиях.
В том же году было выпущено ещё два сингла на «KLF Communications» — независимом лейбле «The JAMs». Оба сингла были выполнены в стиле House. Как было написано в «NME», выбор семплов для первого сингла — «Whitney Joins The JAMs» говорит о том, что «Justified Ancients of Mu Mu» отказались от стратегии лобовой атаки на поп-музыку в пользу «весьма избирательного воровства музыкального материала». Композиция содержала семпл из заглавной темы к американскому телесериалу «Mission: Impossible», а также из песни Уитни Хьюстон «I Wanna Dance With Somebody». Любопытно, что после издания «Whitney Joins The JAMs» «The KLF» было предложено выполнить продюсирование или сделать ремиксы в новый альбом певицы. Инициатива исходила от Клайва Дэвиса — главы звукозаписывающей компании Arista, которая издавала пластинки Уитни Хьюстон; предложение было сделано в качестве поощрения, чтобы в конце концов склонить «The KLF» к подписанию контракта с лейблом «Arista». Драммонд отказался и в дальнейшем «The KLF» не заключали договоров с «Arista» о дистрибуции их пластинок в США. Второй сингл назывался «Down Town» и был сделан на основе госпела и семплов из песни «Downtown» звезды шестидесятых Петулы Кларк (Petula Clark). Эти ранние работы впоследствии вышли в альбоме-компиляции «Shag Times».
Следующий альбом «The JAMs», второй по счету, под названием «Who Killed The Jams?», был издан в начале 1988 года. Пластинка получилась менее спонтанной по сравнению с предыдущим альбомом, и получила минимум одну наивысшую оценку в прессе (от журнала «The Sounds»).

### The Timelords
В мае 1988 года Билл и Джимми под новыми псевдонимами «Time Boy» и «Lord Rock», создают сайд-проект «The Timelords» с единственным синглом «Doctorin' the Tardis». Который состоял из переработанной главной темы британского научно-фантастического телесериала «Доктор Кто» и песни Гэри Глиттера «Рок-н-ролл (часть вторая)» часть вокала была навеяна Далеками («Daleks», инопланетная раса из «Doctor Who») и персонажем «Loadsamoney» британского комика Гарри Энфилда (Harry Enfield). Сингл не был хорошо принят критиками, но имел коммерческий успех и достиг вершины списка «UK Singles Chart» 12 июня того же года.
Среди авторов сингла на пластинке был указан «Ford Timelord» — автомобиль «Ford Galaxie» 1968 года, принадлежащий Джимми Коти. Эта модель использовалась полицией США. В частности, утверждалось, что машина Джимми была задействована в фильме «Супермэн 4», снятом в Великобритании). Драммонд и Коти заявляли, что машина разговаривала с ними, сообщила им своё имя, и посоветовала назвать проект «The Timelords».
Позже музыканты утверждали, что сингл появился в результате их попытки написать «хит № 1». Однако в интервью телепередаче «Snub TV» и радиостанции «BBC Radio 1», Драммонд заметил, что на самом деле они пытались сделать композицию в стиле House на основе темы из «Doctor Who». После того, как Коти сделал основу композиции, Драммонд обнаружил, что House не получается, и все, что у них есть — это ритмический рисунок из Гарри Глиттера. В этот момент музыканты поняли, что могут сделать из этого коммерческий поп-сингл, и забыв про свои заслуги в андеграунде, дуэт пошел на поводу у широкой публики. Британская музыкальная пресса назвала результат их работы «тошнотворным», «чистой воды агонией» и «садизмом». Сомнительный комплимент сделал и обычно поддерживающий музыкантов журнал «The Sounds», написав следующее: «Запись настолько плоха, что её попадание в первую десятку совершенно закономерно». Рецензент не ошибся — было продано более миллиона копий сингла. Позже были изданы ремиксы под названием «Gary Joins The JAMs», которые содержали оригинальные вокальные партии от Гарри Глиттера, который в рамках промокампании пластинки появился вместе с «The Timelords» на передаче «Top of the Pops».
В 1989 году Билл Драммонд и Джимми Коти решают написать о том, что с ними происходило во время создания коммерческого поп-сингла — так на свет появилось руководство по написанию суперхитов «Лёгкий путь на вершину чартов. Руководство» («The Manual (How to Have a Number One the Easy Way»). Книга содержала подробные инструкции о том, как, без таланта и почти без денег, написать песню, которая возглавит «UK Top 40».

### The KLF
К моменту выхода сингла «Whitney Joins The JAMs» музыканты уже переименовали свой лейбл из «The Sound of Mu (sic)» в «KLF Communications». Первый сингл, который был выпущен под именем «The KLF» увидел свет в марте 1988 — это был «Burn the Bastards»/«Burn the Beat» (KLF 002). Хотя они не отказались от своего провального проекта «The Justified Ancients of Mu Mu», большинство будущих релизов Билла и Джимми будет издано под названием их самого успешного проекта «The KLF».
Изменение имени совпало с переменами в творчестве Драммонда и Коти. В январе 1988 года Драммонд (под псевдонимом «King Boy D») сообщил в информационном бюллетене «KLF Communications»: «Возможно, мы выпустим пару 12-дюймовых пластинок под именем „K.L.F.“. Там не будет рэпа — только чистая танцевальная музыка, поэтому мы не рассчитываем на внимание прессы к этим записям». Музыканты также заявили, что недовольны тем, что общество приняло их деятельность за «крестовый поход в пользу семплирования». В 1990 году в радиоинтервью Драммонд вспоминает: «Мы хотели сделать то, что было бы <.> чистой танцевальной музыкой, без отсылок к чему-либо, без реверансов в сторону рок-н-ролла. Такая музыка весьма вдохновляла меня в начале 1987 года <.> хотя как „KLF“ мы смогли издать наши первые записи только в конце 1988-го.»
12-дюймовые пластинки KLF вышли в 1988—1989 гг. В этих записях действительно не было рэпа и они звучали в стиле House. Пластинки содержали ремиксы на старые композиции «The JAMs», новые синглы и Acid House гимны «What Time Is Love?» и «3 a.m. Eternal» — первые версии композиций, которые впоследствии услышит весь мир. «The KLF» называли эти записи «чистым трансом» («Pure Trance»). В 1989 году, «The KLF» выступили на рэйве, организованном продюсерской группой «Helter Skelter» в графстве Оксфорд. Они завоевали внимание толпы, разбросав тысячу шотландских фунтов в банкнотах. На каждой было написано «Children we love you» («Дети, мы любим вас!»).
В этом же году «KLF» начали создание фильма «White Room» в стиле «роуд муви» и одноимённого альбома, который бы стал звуковой дорожкой к фильму. Все это планировалось сделать на средства, вырученные от продаж хита «Doctorin' the Tardis». Однако ни фильм, ни альбом официально так и не были выпущены (бутлеги существуют). В альбоме должны были появится поп-хаусовые версии синглов, оригинально записанных в стиле «чистого транса», а также новые композиции, большинство которых (в сильно переработанном виде) появится на пластинке, которая позже приведёт музыкантов к успеху на поп-сцене. В своём первоначальном виде вышел сингл «Kylie Said to Jason», запись в стиле электропоп, которая отсылает слушателя к работам американского музыкального продюсера Тода Перри (Todd Perry), британского певца и композитора Рольфа Харриса (Rolf Harris), к австралийскому детскому телесериалу «Skippy The Bush Kangaroo» и британскому комедийному сериалу «The Good Life». Говоря об этой песне, Драммонд и Коти упомянули влияние «Pet Shop Boys».
В процессе съёмки фильма The KLF столкнулись с различными трудностями, неудачами и финансовыми проблемами. Сингл «Kylie Said to Jason», на который возлагались надежды по спасению группы от банкротства, провалился в продаже, не сумев попасть даже в первую сотню британского чарта. Производство фильма «White Room» и альбома было остановлено. Тем временем сингл «What Time Is Love?» набирал популярность в андеграундных клубах континентальной Европы; очередной бюллетень «KLF Communications» сообщал, что «KLF восхитил всех „правильных“ диджеев». Это подтолкнуло Драммонда и Коти к более активному использованию эйсидхауса в их записях из серии «Pure Trance». Следующим релизом был «Last Train to Trancentral». В это же время Джимми Коти совместно с Алексом Патерсоном (Alex Paterson) создаёт проект The Orb, играющую в стиле эмбиент. Коти и Патерсон выступали как диджеи в ежемесячной лондонской хаус-вечеринке «Land of Oz». Знаковый для музыки в стиле эмбиент альбом «Chill Out», группа «KLF» создала с использованием именно тех диджейских сетов. Другие две работы в аналогичном стиле — альбом под названием «Space» и видео «Waiting», были изданы в 1990 году и характеризовались более «индустриальным» звучанием, похожим на трек «It’s Grim Up North» (который был издан под именем «JAMs»).
В октябре 1990 года «The KLF» опубликовали серию синглов в духе позитивного поп-хауса. Сами музыканты охарактеризовали свой стиль как «stadium house». Основой послужили композиции из звуковой дорожки к фильму «White Room». «The KLF» перезаписали их, добавили рэпа и вокала (приглашённые артисты были обозначены на обложке как «Additional Communicators»), много семплов и шум толпы. И эти записи принесли группе международное признание и успех. Первый сингл из переработанного альбома «The White Room» — "What Time Is Love?(Live At Trancentral) ", был выпущен в октябре 1990 года и достиг пятого места в списке синглов Великобритании и в первую десятку по всему миру. Следующий сингл, «3 A.M. Eternal (Live At The S.S.L.)», попала в первую пятёрку хитов по всему миру в январе 1991 года, заняла первое место в Великобритании и пятое в билбордовском списке «Hot 100». Альбом «White Room», выпущенный следом, в марте 1991 года занял третье место в Великобритании. В результате существенной переработки оригинальной звуковой дорожки к несостоявшемуся фильму «White Room», новый альбом содержал серию композиций в стиле «стадионного хауса», плавно переходящую в медленные треки.
Затем «The KLF» закрепили свой успех, выпустив сингл «Last Train To Trancentral (Live From The Lost Continent)», достигший второго места в Британии, и третьего в «Eurochart Hot 100». В декабре 1991 года, была выпущенная переработанная версия песни «Justified & Ancient», написанной в 1987 году. В новом варианте звучал вокал американской звезды кантри Тэмми Винет. Композиция также имела огромный успех, заняв 2-е место в Британии и 11-е в билбордовском «Hot 100». Весьма успешным получился и сингл «America: What Time Is Love?» (4-е место в британском чарте синглов) — это был тяжёлый, насыщенный гитарами ремейк композиции «What Time Is Love?».
В 1990—1991 гг., «The KLF» делали ремиксы «Depeche Mode» («Policy of Truth»), «The Moody Boys» («What Is Dub?») и «Pet Shop Boys» («So Hard» и «It Must Be Obvious»). Нил Теннант из «Pet Shop Boys» рассказывал о процессе создания записи: «„The KLF“ не делали ремикса в обычном смысле этого слова, они полностью переписали нашу запись<.>Мне пришлось заново записать вокал для них и они сделали песню по-своему. Я был впечатлен тем, как Драммонд выписал все аккорды песни и сыграл их на акустической гитаре, это был очень основательный подход к делу».
После смены творческих псевдонимов и выпуска множества танцевальных композиций, которые оказали влияние на музыкальный мир, Драммонд и Коти, известные как «The KLF», в 1991 году продали больше всех синглов по всему миру. Они по-прежнему использовали материал других артистов, но уже не бесплатно и, в основном, без проблем с законом.

### Уход со сцены
12 февраля 1992 года, «The KLF» вместе с группой «Extreme Noise Terror», играющей краст-панк, выступили с композицией «3 a.m. Eternal» на вручении британской ежегодной премии «BRIT Awards». Как потом напишет «Daily Telegraph», это был «яростный перфоманс» перед «ошеломлённой аудиторией, состоящей из деятелей британского шоубизнеса».
Первоначально Драммонд и Коти планировали выплеснуть в толпу несколько вёдер овечьей крови, но отказались от этой затеи, так как юристы «BBC» выступили против. Кроме того, против оказались и музыканты «Extreme Noise Terror», которые были убеждёнными веганами. В результате получилось так: после того, как музыканты с ревом и грохотом исполнили панк-версию «3 a.m. Eternal», под финальное рычание гитар «Extreme Noise Terror» Драммонд на костылях, в килте и с сигарой в зубах, со сцены расстрелял обойму холостых патронов поверх аудитории. По окончании выступления промоутер «The KLF» Скотт Пиринг (Scott Piering) объявил публике о том, что «„KLF“ покинули шоу-бизнес». Позже тем вечером ко входу в здание, где проходила вечеринка после премии, «KLF» подбросили мертвую овцу, украшенную надписью «Я УМЕРЛА ДЛЯ ВАС — ПРИЯТНОГО АППЕТИТА!».
Реакция публики на произошедшее была неоднозначной. Пирс Морган (Piers Morgan) из таблоида «Sun» назвал «KLF» «самыми большими дураками в мире поп-музыки»; продюсер Тревор Хорн охарактеризовал произошедшее, как нечто отвратительное. С другой стороны, «NME» написал, что «выступление „KLF“ было подобно урагану, и после них смотреть было уже не на что».
Между тем заявление Скотта Пиринга об уходе «KLF» никем не было воспринято всерьез. Например, «NME» убеждал своих читателей в том, что конфликты будут и дальше двигать группу «KLF», и тем лучше будет их музыкальный результат, однако в той же статье говорилось: «Драммонд оказался в ловушке. Он легко забрался на вершины поп-чартов и он ненавидит сложившуюся ситуацию. Он хочет существовать отдельно от шоубизнеса, но все больше погружается в его пучину. Хотя ему нравится, что поп-индустрия, как огромный кит, проглотила его, однако он хочет, чтобы этого кита стошнило. Он намерен не просто укусить руку, которая его кормит, но бросить её в мясорубку, прокрутить и смешать с грязью. Однако природа попсы такова, что пока вы делаете на ней деньги, она позволит вам насиловать её в самых извращенных формах. Поэтому, Билл, старина, ты должен понимать, что так ты не выберешься».
В течение нескольких недель после выступления на церемонии «BRITs», «KLF» продолжали трудиться вместе с «Extreme Noise Terror» над альбомом «Black Room», но работа так и не была закончена. 14 мая 1992 года, «KLF» объявили об уходе из музыкальной индустрии и уничтожении каталога своих записей.

Из заявления «KLF», опубликованного в журнале «New Musical Express»:

Пять лет мы шли по жестокой и жалкой, беспросветной и блестящей, загаженной, но завораживающей тропе. Последние два года подняли нас на высоты большого коммерческого успеха — но сейчас мы находимся в том месте, где путь по солнечным вершинам обрывается в преисподнюю. В обозримом будущем не будет никаких записей от «Justified Ancients of Mu Mu», «Timelords», «KLF» и других имен из прошлого, настоящего и будущего, связанных с нами. На сегодняшний момент все, что мы выпустили ранее — удалено. Если мы ещё когда-нибудь с вами встретимся, будьте готовы — мы можем быть отлично замаскированы.
Оригинальный текст (англ.)We have been following a wild and wounded, glum and glorious, shit but shining path these past five years. The last two of which has [sic] led us up onto the commercial high ground-we are at a point where the path is about to take a sharp turn from these sunny uplands down into a netherworld of we know not what. For the foreseeable future there will be no further record releases from The Justified Ancients of Mu Mu, The Timelords, The KLF and any other past, present and future name attached to our activities. As of now all our past releases are deleted.... If we meet further along be prepared...our disguise may be complete.

Рассуждая о последнем выступлении «KLF» и его контексте, британский журнал «Select» называет этот поступок «последним великим жестом и самым героическим актом публичного самоуничтожения в истории поп-музыки. Это финальный экстравагантный отчаянный крик, наполненный отвращением к себе, а также вызовом и презрением к музыкальному миру, погрузившемуся в грязь и разложение». Многие из друзей и коллег «KLF» высказались на страницах журнала об уходе группы.
«Как и все, что делали KLF — это было свежо и весьма реалистично — что редко встречается в наше время. Большинство групп оканчивают своё существование просто ужасно, теряя все своё достоинство», — отметил кинорежиссёр Билл Батт (Bill Butt), работавший с музыкантами над фильмом «White Room».
Промоутер группы Скотт Пиринг заявил, что «это был грандиозный и невероятный поступок. Страшно думать о том, что удача отвернется от тебя, а я знаю, что удача была с ними. Идея начать все заново — невероятная идея. Но что начать? Хотя у них есть отличные идеи, например, купить субмарину». Даже Кенни Гейтс (Kenny Gates), директор компании «APT», которая занималась дистрибуцией записей «KLF» и понесла финансовые потери от ухода группы, назвал поступок музыкантов «абсолютно выдающимся с концептуальной и философской точек зрения». Звукорежиссёр Марк Стент (Mark Stent) сообщил о том, что многие работники музыкальной индустрии сомневаются в искренности заявления «KLF»: «Большое количество разных людей, руководителей звукозаписывающих компаний и работников подразделений A&R говорят мне: „Перестань, это просто хитрый ход“. Но я думаю, что все действительно закончилось».
«В последний раз „KLF“ делает то, чего никто от них не ожидал. И делает это совершенно невероятным и безумным образом», — так заканчивается статья из «Select».
Последний информационный бюллетень «KLF» повествует об уходе группы, как всегда в необычной манере, задавая читателям риторические вопросы.

Что станет с «KLF»? Будут ли они пылиться на полке музыкальной истории вместе с «Ashton, Gardner and Dyke», «Vapors» и «Utah Saints», или их дух останется с нами, принимая неведомые формы и проникая в культурные пласты будущего? Генерал личной армии знает ответ. «Нет, они не пропадут бесследно, — шепчет он. — Потому что пыль, которая осядет на них — редкого качества. Каждая её частичка — новая вселенная, ожидающая рождения. Большой Взрыв — просто рассвет вдали.»— "KLF Communications", бюллетень № 23, май 1992 года ().
Существовало распространённое мнение, что в год ухода группы со сцены Драммонд находился на грани нервного срыва. Сам он утверждал, что был «на краю бездны».
В 1993 году в журнале «Q» появилось сообщение о том, что в районе Стоунхенджа местный фермер обнаружил в земле статуэтку, которая годом раньше была вручена группе «KLF» на церемонии «BRIT Awards» в связи с признанием их «Лучшей британской группой 1992 года».

### KLF Communications

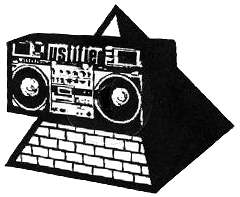
Гетто-бластер на пирамиде — логотип «KLF Communications»

С самого начала выступлений под названием «The Justified Ancients of Mu Mu» и до ухода со сцены в 1992 году, музыка Билла Драммонда и Джимми Коти издавалась в Великобритании на независимых лейблах Их дебютные релизы — сингл «All You Need Is Love» и альбом «1987» были изданы на лейбле «The Sound Of Mu(sic)». В конце 1987 года Драммонд и Коти сменили название издающей компании на «KLF Communications» и в октябре того же года лейблом был выпущен первый информационный бюллетень. Бюллетень представлял собой послание «KLF», адресованное поклонникам, а также СМИ.
Дистрибуцией музыкальной продукции KLF Communications на юго-востоке Англии занималась компания Rough Trade Distribution (аффилированная структура «Rough Trade Records»), на остальной территории страны — «Cartel», группа независимых дистрибьюторов, работающих по всей стране. Когда компания «Rough Trade Distribution» разорилась в 1991 году, сообщалось, что она задолжала «KLF Communications» 500,000 фунтов стерлингов. Продвижением «KLF» на радио и ТВ на протяжении долгого времени занимался Скотт Пиринг.
За пределами Объединённого Королевства, записи «KLF» издавались по лицензии местными лейблами. В США лицензии имели лейблы «Wax Trax» (альбом «Chill Out»), «TVT» (ранние записи, включая «History of The JAMs a.k.a. The Timelords») и «Arista Records» (альбом «White Room» и некоторые синглы).
В Великобритании каталог «KLF Communications» считается уничтоженным. Это означает, что в этой стране записи «KLF» больше не продаются и не будут изданы, но в других странах, обладатели ранее полученных лицензий все же могут издавать и продавать их записи.

### K Foundation и другие проекты
«K Foundation» — арт-организация, созданная Драммондом и Коти в 1993 году после ухода из музыкальной индустрии. В период 1993—1995 гг. они были заняты в нескольких арт-проектах и медиакампаниях, включая премию «K Foundation», которая вручалась худшему (по их мнению) артисту года. В период «K Foundation» артисты совершают одну из самых известных своих акций — сожжение миллиона фунтов стерлингов наличными. Процесс был запечатлен на кинопленку.
В 1995 году Драммонд и Коти под именем «The One World Orchestra» и «при участии многочисленных труб и барабанов Гвардии Революционных Бездетных Добровольцев» записали песню для альбома «The Help Album». Композиция, которая называлась «The Magnificent» представляла собой драм-н-бейс-версию главной темы из фильма «Великолепная семёрка» с добавлением вокальных семплов от DJ Fleka с сербской радиостанции «B82». Одна из семплированных фраз в переводе звучит так: «Люди против убийства — звучит как „торчки против наркотиков“».
17 сентября 1997 года, десять лет спустя после выхода дебютного альбома KLF, Драммонд и Коти ненадолго объединяются под названием «2K». Группа совершает одно выступление в лондонском арт-центре «Barbican Arts Centre» вместе с Марком Мэннингом, Гимпо, группой «Acid Brass» и ливерпульскими докерами. Перфоманс, на котором «два пожилых джентльмена, воняющих хлоркой, производят разрушения на своих моторизованных инвалидных колясках. Эти старые негодяи, похожие на постаревших месье Коти и месье Драммонда, утверждали, что они приглашены». Музыканты исполнили «Fuck the Millennium» (ремикс на «What Time Is Love?» при участии группы «Acid Brass»; произведение также включает фрагменты английского военно-морского гимна «Вечный отец, сила в спасении»). Композиция была издана синглом. События предварялись полностраничной рекламой в печатных изданиях; в рекламном материале читателям предлагалось позвонить по специальному телефону и ответить на вопрос: «Fuck The Millenium: Yes/No?».
В это же время Драммонд и Коти создали компанию «K2 Plant Hire Ltd» с целью постройки пирамиды из примерно 87 миллионов кирпичей, каждый из которых символизировал бы одного жителя Британии, родившегося в XX веке. Замысел не был реализован.

### Настоящее время
На 2010 год известно, что Билл Драммонд продолжает работать как писатель и концептуальный художник, периодически появляясь на радио и телевидении. Джимми Коти был вовлечен в несколько проектов с арт-группой «Blacksmoke» и, в последнее время, независимым арт-пространством «L-13 Light Industrial Workshop», расположенным в Лондоне.

## Творческая идеология

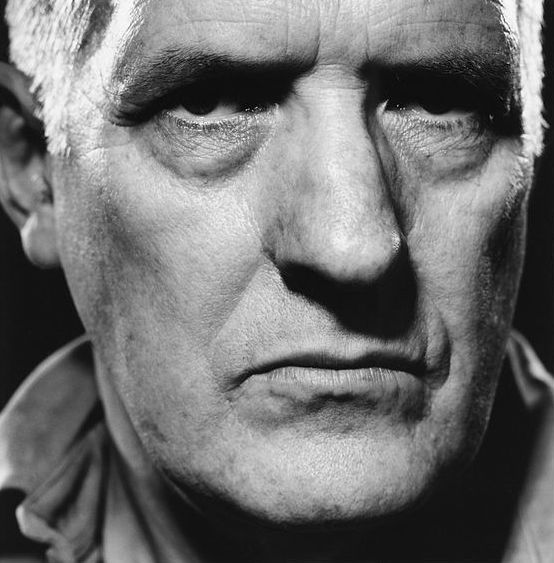
Билл Драммонд

Несколько идей проходят сквозь многие совместные творения Драммонда и Коти. Большинство из этих идей скрыты или довольно неочевидны, что наводит некоторых на проведение аналогий между «KLF» и группой «The Residents». Также музыкантов сравнивали с контркультурным писателем Стюартом Хоумом и неоистами. Хоум на этот счёт заметил, что Драммонд и Коти «имеют гораздо больше общего с неоизмом, плагиаризмом и проектом „Art Strike“, чем с ситуационистским авангардом пятидесятых и шестидесятых» и что они «являются живым и новаторским явлением в современной культуре».
Стивен Пул, журналист из «Guardian» предположил, что KLF и все остальные проекты дуэта, с самого начала задумывались, как нечто, что не будет до конца понято публикой. В рецензии на книгу «45» Пул пишет:
[Драммонд] и Джимми Коти — единственные действительно концептуальные артисты [90-х годов]. И несмотря на всю странную красоту того, что они делали, их самым успешным творением является миф, который они создали вокруг себя.<...> Подобные мифы чрезвычайно прожорливы. Поясню, о чем речь: попытки отрицать теорию заговора уже свидетельствуют о том, что отрицающий верит в заговор. Так же и с KLF, их поп-миф уже не может быть уничтожен, что бы ни делали Драммонд и Коти(даже если это будет нечто совершенно глупое) — миф проглотит все, как "чёрная дыра".

### «Иллюминатус!» и нумерология
Творчество Драммонда и Коти испытывает сильное влияние дискордианства — современной шуточной религии, суть которой описана Малаклипсом Младшим в книге «Principia Discordia». Дискордианство приобрело известность после опубликования трилогии «Иллюминатус!», где эта религия играет одну из центральных ролей. «Иллюминатус!» был написан Робертом Ши и Робертом Антоном Уилсоном между 1969 и 1971 годами. Идеология и методы творческого тандема Драммонда и Коти имеют отношение к действовавшей в романе группе анархистов-дискордианцев, называвшейся «Justified Ancients of Mummu». При этом поступки «KLF» часто воспринимались СМИ просто как шутовские выходки. Драммонд же утверждал, что «. это вопрос интерпретации. Нам всегда были противны громкие слова, за которыми ничего нет. Я знаю, нам никто не поверит, но мы никогда не делали ничего специально для того, чтобы снискать славу. Все наши поступки мотивированы исключительно нашими ощущениями, на уровне инстинктов.» Коти утверждал примерно то же самое: «Я думаю, что у нас получилось, потому что мы верили в то, что делаем».
Кроме заимствования у «ДЖЕМов» методов и тактик, ссылки на дискордианство и «Иллюминатус!» в большом количестве присутствуют в музыкальных, визуальных и текстовых работах Драммонда и Коти.
Дебютный сингл «ДЖЕМов» «All You Need Is Love» содержит слова «Immanentize the Eschaton!» (Имманентизируйте Эсхатон!). — эта фраза в несколько изменённом виде присутствует в начале первой книги «Иллюминатус!» и означает призыв к неким действиям, которые приведут к концу света.
В песне «ДЖЕМов» «The Porpoise Song» из альбома «Who Killed The JAMs?» Кинг Бой Ди общается с говорящей морской свиньёй по имени Говард — так звали говорящего дельфина из «Иллюминатуса». Сингловая версия «KLF» «Last Train to Trancentral» начинается с того, что мужской голос произносит «Всем лечь на пол и сохранять спокойствие!» — так в «Иллюминатусе» говорит известный грабитель Джон Диллинджер и замечает, что «это был девиз всех ДЖЕМов со времен Диогена Циника».
Рефрен «All bound for Mu Mu land», который слышно в «Justified & Ancient», указывает на континент Му, также известный как Лемурия — вымышленная часть Атлантиды в «Иллюминатусе»; в конце клипа «Justified & Ancient» показаны «KLF» (в капюшонах, лица скрыты), выглядывающие из рубки миниатюрной подводной лодки.
В творчестве музыкантов довольно много самоцитирования, в частности, это относится к музыкальным семплам. Например, модулированная фраза «Mu Mu!» впервые появляется в треке «Burn the Bastards», затем в «What Time Is Love? (Live at Trancentral)», «Last Train to Trancentral (Live from the Lost Continent)» и «Fuck the Millennium».
Число 23 имеет особое значение в нумерологии и занимает важное место в «Иллюминатусе» — оно встречается там очень часто, явно и скрыто. Драммонд и Коти использовали это число много раз, например:
- В песне «Next» из альбома «1987» есть строчка «23 года — это много времени».
- KLF сожгли миллион фунтов стерлингов 23 августа 1994 года[65] и через год подписали соглашение о том, что в течение 23 лет никто из них не будет публично обсуждать это событие[78].
- В рекламном анонсе выступления «2K» было сказано, что музыканты вернутся на сцену «только на 23 минуты»[79].
- Дебютный сингл «All You Need Is Love» имеет номер JAMS 23.
- Последний информационный бюллетень «KLF Communications» имеет номер 23.
- Автомобиль Форд Гэлэкси, принадлежащий Джимми Коти, имел на крыше идентификационный номер 23.
- Появление «KLF» на ливерпульском фестивале комедии произошло 23 июня 1991 года.
- Музыканты объявили лауреата премии «K Foundation» 23 ноября 1993 года[80].

Когда Драммонда спрашивали о смысле числа 23, он отвечал так: «Я не буду говорить об этом, потому что тогда тайна исчезнет и люди перестанут гадать о значении числа. Ведь когда секрет раскрыт, уже не интересно.» О склонности Билла связывать свою жизнь с числами говорят и два других факта: свой сольный альбом «The Man» он издал, когда ему было 33 года, а книга «The Man and 45» вышла, когда ему было 45 (33 1/3 и 45 оборотов в минуту — известные стандарты скорости вращения виниловой пластинки).
Логотипом «Pyramid Blaster» («Магнитофон и пирамида») отмечены многие работы музыкантов. Логотип состоит из пирамиды, перед которой расположен кассетный магнитофон. На магнитофоне видна надпись «Justified». Магнитофон — намёк на Всевидящее Око, часто изображаемое в треугольнике или пирамиде, и в свою очередь являющееся одним из важных символов трилогии «Иллюминатус!». Символ пирамиды присутствует и в более позднем проекте Драммонда и Коти, когда они задумали построить пирамиду, каждый кирпич которой символизировал бы гражданина Объединённого Королевства, родившегося в XX веке.

### Смысл аббревиатуры «KLF»
Не существует единого мнения относительно того, как расшифровывается аббревиатура KLF, а также о значении буквы K в названии K Foundation. Сами KLF сообщали о разных вариантах, например «Kopyright Liberation Front» (Фронт Освобождения от авторских прав) и «Kings of the Low Frequencies» (Короли низких частот). Название KLF опять отсылает нас к «Иллюминатусу», где группа анархистов «ДЖЕМ» действует совместно с группой «ЛДР» (чьё название также расшифровывается каждый раз по-новому) и с организацией ELF (Eridian Liberation Front, Эридианский Фронт Освобождения).
Первоначально Драммонд собирался использовать только одно название — «ДЖЕМы», однако по какой-то причине музыканты пошли дальше и углубились в мифологию «Иллюминатуса».

### Trancentral, вечность и овцы
Trancentral (также известный как Benio) — центр операций KLF, их мифический дом-студия, о котором поется в «Last Train to Trancentral». Журналист Дэвид Стабс в 1991 году посетил вместе с Джимми Коти Трансентрал и описал свои впечатления: «Трансентрал оказался большим и грязным сквотом в Стоквелле (это район на юге Лондона), где Джимми жил 12 лет. Цитата из статьи: „Я ненавидел это место, но больше жить было негде“ — говорит музыкант. В этом доме ничто не говорит о славе или удаче его обитателей. Кухня обогревается тремя газовыми конфорками, которые горят в полную мощность до тех пор, пока мы не начинаем цепенеть от продуктов сгорания газа. Над выщербленными чашками приколот карандашный рисунок, изображающий группу — его прислал пятилетний поклонник KLF»
Тема вечности проявляется в названиях композиций («3 a.m. Eternal», «Madrugada Eterna») и текстах некоторых песен. Также Драммонд и Коти утверждали, что некто, скрывавшийся под псевдонимом «Eternity» (Вечность), был автором странного контракта, присланного «ДЖЕМам» по почте.
После издания альбома «Chill Out» в феврале 1990 года и до ухода группы со сцены в 1992 году, в творчестве KLF появляется образ овцы. Драммонд утверждал, что овцы на обложке «Chill Out» отсылают слушателя к рэйвам на природе, а также к альбому Atom Heart Mother группы Pink Floyd, на обложке которого изображена пасущаяся на лугу корова. Кроме того Драммонд говорил о том, что идея с мертвой овцой на BRIT Awards пришла позже — первоначально Драммонд должен быть порезать свою руку на церемонии. Овцы появляются в видео «Waiting», а также в неизданном фильме «White Room». Не совсем понятно, что означают все эти овцы, возможно, этого до конца не понимали даже сами музыканты: на внутренней обложке компакт-диска «White Room» Драммонд и Коти запечатлены с овцами на руках, подпись снизу гласит — «Why sheep?» (Почему овцы?).

### Путешествия
Концепция путешествия лежит в основе таких работ как Chill Out, Space, «Last Train to Trancentral», «Justified & Ancient», «America: What Time Is Love?», а также незавершённого фильма «White Room». В книге «45» Драммонд выражает своё восхищение художником Ричардом Лонгом, который превращает свои путешествия в арт-объекты.

### Ритуалы
KLF пользовались концепцией жертвоприношения: музыканты использовали костер для уничтожения нелегального тиража дебютного альбома, а также для сожжения миллиона фунтов стерлингов. Появление мертвой овцы на BRIT Awards также является своего рода жертвоприношением.
В короткометражном фильме «Ритуалы Му» группа KLF празднует солнцестояние, происходящее летом 1991 года. Событие произошло на шотландском острове Джура. Среди прочего на церемонии была сожжена 18-метровая человеческая фигура, сделанная из ивовых прутьев. Гостей церемонии, в том числе журналистов, облачали в специальные желтые и серые одежды и предлагали им участвовать в ритуальных песнопениях. Аналогичные песнопения звучат в «3 a.m. Eternal», «Chill Out» и «Fuck the Millennium».

### Продвижение и реклама
Стратегии продвижения, избранные Драммондом и Коти, были нетрадиционными. Дуэт уже был известен своеобразными и шутливыми костюмированными публичными выступлениями (включая их несколько появлений на Top of the Pops). Они дали всего несколько интервью, предпочитая общаться с публикой через информационные бюллетени KLF или посредством зашифрованных рекламных посланий в британских национальных газетах и музыкальной прессе.
Их рекламные сообщения в прессе были выполнены броско и контрастно, крупными белыми буквами на чёрном фоне. Для всей своей печатной продукции KLF (и K Foundation) использовали всего один характерный шрифт. Этот шрифт можно увидеть на подписях к конвертам с носителями, сувенирной продукции и рекламных материалах.
С самого начала совместной работы, Драммонд и Коти использовали принципы партизанских коммуникаций и «рекламные диверсии» (англ. subvertising), который они описывали как «незаконное, но эффективное применение граффити на билбордах и городских зданиях». Метод заключался в искажении оригинального смысла рекламных плакатов, размещённых на билбордах. Аналогично тому как ранние записи «ДЖЕМов» доносят свои сообщения, используя заимствованный музыкальный материал, граффити KLF используют контекст, в котором они возникают. Например, их граффити «SHAG SHAG SHAG» («Трахайтесь!» — англ.), которое было выполнено одновременно с изданием пластинки «All You Need Is Love», было нарисовано на билборде поверх фразы «HALO HALO HALO» — заголовка из британской газеты Today. Под заголовком на билборде был изображен Джеймс Андертон, главный констебль графства Большой Манчестер, религиозный фанатик и известный в те времена гонитель гомосексуалистов и больных СПИДом.
Представители музыкальной прессы иногда приглашались на эти граффити-акции KLF. В декабре 1987 года репортёр газеты Melody Maker был свидетелем того, как Коти припарковал свой Форд Таймлорд рядом с билбордом, забрался на крышу и нарисовал граффити с рождественским сообщением от «ДЖЕМов». В феврале 1991 года другой журналист того же издания наблюдал за тем, как KLF рисует на билборде с рекламой газеты The Sunday Times. Реклама содержала заголовок — «THE GULF: the coverage, the analysis, the facts» — KLF исправили буквы «GU» на букву «K». В этот раз Драммонд и Коти были пойманы полицией и арестованы, но позже отпущены без штрафа.
В ноябре 1991 года, на пересечении Лондонской кольцевой магистрали M25 с шоссе M1, что идет на север Англии, появляется граффити «It’s Grim Up North» («Жестокий север» — англ.). KLF заявили о своей непричастности к надписи, а в Палате Общин член парламента Джо Эштон заявил о том, что надпись должна быть закрашена или исправлена таким образом, чтобы это не создавало негативного впечатления о северном регионе.
В сентябре 1997 года, когда Драммонд и Коти ненадолго объединились в проекте 2K, на внешней стене Национального Лондонского Театра появилась надпись «1997: What The Fuck’s Going On?» — через десять лет после того, как на том же месте было нарисовано граффити «1987: What The Fuck’s Going On?» — в 1987-м вышел дебютный альбом «ДЖЕМов».

## Вклад в культуру
Хотя «ДЖЕМы» не хотели прослыть пропагандистами технологии семплирования, их творчество связывают с тем, что называется «креативным плагиаторством» («creative plagiarism»). Альбом «1987: What the Fuck Is Going On?» считается знаковой работой в британской истории семплирования.
Аналогично, «Chill Out» относится к числу альбомов, повлиявших на музыкальный стиль «эмбиент». В 1996 году журнал Mixmag называет диджейские сессии Коти и Алекса Патерсона из The Orb «плодотворными» в музыкальном отношении и ставит «Chill Out» на пятое место в списке лучших танцевальных альбомов всех времен.
Газета Guardian указывает на то, что KLF изобрели стадионный хаус, а NME ставит записанный в этом стиле альбом «White Room» на 81 место в списке лучших альбомов всех времен. Характерные черты стадионного хауса KLF — семплированный шум толпы, а также использование в разных песнях одних и тех же узнаваемых вокальных семплов — впоследствии использовали другие группы начала 90-х, например, Utah Saints, N-Joi и Messiah.
Журнал Sound on Sound указал на то, что KLF задали новый тренд в технике микширования записей. Звукоинженер Марк Стент вспоминал: «работа с Биллом Драммондом и Джимми Коти была новаторской в том смысле, что микширование происходило по ходу создания композиции, а не в финальной стадии. На студии мы запускали все вживую, с секвенсоров и семплеров. Какой-то материал уже был записан на пленку, но они приходили со своими семплерами Atari и Akai и мы изменяли всю композицию, микшируя куски на ходу. Работа с KLF сделала меня известным, и после этого мой телефон не умолкал.»

### Мнения коллег
В 1991 году Крис Лоу из «Pet Shop Boys» говорил, что KLF — единственная стоящая группа в Британии.
«У них невероятно узнаваемое звучание. — добавлял второй участник группы, Нил Теннант. — Я оценил их заявление о том, что буква F в названии группы EMF взята из аббревиатуры „KLF“. Они шутники и в этом не похожи на нас.»
После заявления KLF об уходе со сцены, старый друг и коллега Билла, Дэвид Балф из «The Teardrop Explodes» говорил о Драммонде следующее: «путь, который он прошел — в творческом смысле более интересен, чем мой. В глубине души мне хотелось сделать карьеру успешного артиста, а Билла всегда интересовали другие, странные вещи. Мне кажется, что попытки KLF избежать творческих штампов — это их собственный штамп.»
В марте 1994 года участники группы Chumbawamba выразили своё уважение к KLF. Вокалист и перкуссионист Элис Наттер назвал KLF «настоящими ситуационистами» и считал их группой, которая оказала влияние на общество, наряду с Sex Pistols и Public Enemy. Данст Брюс восхищался K Foundation: «Я считаю, что KLF делали фантастические вещи. Я вегетарианец, но хотел бы, чтобы они расчленили слона на BRIT Awards.»

### Влияние KLF на творчество других музыкантов
Немецкий коллектив Scooter в нескольких альбомах использовал семплы KLF.
KLF сами стали жертвой мистификации, когда некий проект с названием «1300 Drums featuring the Unjustified Ancients of M.U.» издал сингл, посвящённый футболисту «Манчестер Юнайтед» Эрику Кантона. Даже своё появление в программе Top of the Pops участники «1300 Драмз» оформили в стиле KLF, выйдя в масках, на которых было нанесено изображение Кантона. Кто это был на самом деле — неясно. По меньшей мере один источник утверждает, что это были сами KLF.
Сообщалось, что книга The Manual была использована австрийской группой Edelweiss, чтобы продвинуть свой хит «Bring Me Edelweiss». В фотографиях к альбому Readymades группы Chumbawamba Данстен Брюс изображен с этой книгой в руках.
Трек «Last Train to Trancentral» используется в финале представлений группы Blue Man Group; также Синие Человечки выпустили EP с кавер-версией этой композиции. Rock Concert Instruction Manual — сатирический текст о рок-концертах, написанный Синими Человечками, является посвящением книге The Manual.
Композиция-посвящение «Looking 4 The KLF», записанная группой POP INC с использованием голоса британского актёра Саймона Джонса была издана «Modo and Ninthwave Records».
Композиция «It’s Weird Out West» музыканта Radsonic ссылается на трек «It’s Grim Up North» KLF.
В начале видеоклипа к песне «The Only Way Is Up» группы Yazz And The Plastic Population, показан диджей, делающий скрэтч на пластинке с записью KLF.

### Достижения в музыкальной карьере
После ухода KLF со сцены, Драммонд и Коти ещё не раз упоминались в СМИ (в том числе, в музыкальных). В основном информационными поводами являлся их проект K Foundation, а также акция сожжения миллиона фунтов. Следует отметить, что проекты музыкантов всегда были избалованы вниманием печатной прессы. Возможно, они обладали тем, что NME назвал «мастерством манипуляции средствами массовой информации».
В 1992 году NME назвал KLF «величайшей британской поп-группой», а музыкантов — «самыми блестящими умами в сегодняшней поп-музыке». В 2002 году NME поместил дуэт под номером 48 в списке «Top 50 Icons». Также журнал поместил скандальное выступление группы на BRIT Awards на четвёртое место в списке ста величайших моментов в истории рок-музыки. «Уникальность Драммонда и Коти заключается в том» — писал журнал, «что со всеми своими слоганами, семплированием, остроумными хитами, мертвыми овцами и костюмированными представлениями они не просто пытаются что-то донести — они знают, как сделать так, чтобы их услышали».
«[Из всех их творческих образов, которые использовали музыканты,] в историю поп-музыки войдет именно KLF» — писал журналист Аликс Шарки в 1994 году. «Это произойдет по нескольким причинам, самая важная из которых заключается в убедительной чистоте их самопожертвования и их провидческое понимание сути поп-музыки. В начале 1992 года KLF были самым успешным коммерчески, вероятно, самым новаторским, и совершенно точно самым невероятным поп-феноменом Британии. За пять лет они прошли путь от 500 копий дебютной записи до мировых лидеров по продаже синглов». О том же говорит Шерил Гаррат, редактор журнала Face: «эта музыка не имеет срока годности. Я по-прежнему чувствую приток адреналина, когда слушаю её». Гаррат верит, что влияние KLF на британскую хаус- и рэп-сцену не может быть переоценено. Их сформировала рейв-культура, но вместе с тем KLF любят поп-музыку. На самом деле многие музыканты, делающие поп-музыку, презирают её, и это заметно". Журнал Face называл их «королями культурной анархии».
Высказывались и другие, скептические точки зрения — обозреватель Trouser Press Айра Роббинс называл творчество KLF «серией ярких музыкальных маркетинговых экспериментов».
В 2003 году Observer называет уход KLF со сцены пятым по историческому значению «публичным жестом» в истории популярной музыки (первое место занимает уход Элвиса Пресли в армию).
В 2004 году по результатам опроса слушателей на радиостанции «BBC 6 Music» на тему «Самые необычные рок-коллективы», KLF вместе с K Foundation оказались на втором месте, уступив группе Who.

## Использованные инструменты и аппаратура
Ранние музыкальные релизы «ДЖЕМов», включая альбом «1987», были созданы на компьютере Apple II с периферийной картой GreenGate DS3 с использованием драм-машины Roland TR-808. Впоследствии Apple был заменен на Atari и семплер Akai S900. Музыка в стиле «хаус» в альбоме Space, а также записи KLF создавались с использованием различных оригинальных музыкальных инструментов, среди которых был аналоговый синтезатор Oberheim OB-8. KLF использовали два синтезатора этой модели. Один из них дожил до настоящего времени и находится у Джеймса Фогерти, основавшего вместе с Коти арт-группу Blacksmoke.
Синглы, выпущенные KLF в период 1990—1992 гг. были сведены Марком Стентом на автоматизированной консоли производства Solid State Logic (SSL). Альбом The White Room был сведен Дж. Гордоном-Гастингсом с использованием аналоговой консоли. SSL упомянута в названии сингла KLF «3 a.m. Eternal (Live at the S.S.L.)». В композиции «What Time Is Love (Live at Trancentral)» использован басовый синтезатор Roland TB-303 и драм-машина Roland TR-909.
В «America: What Time Is Love?» Драммонд сыграл на полуакустической гитаре Gibson ES-330. Электрогитара Джимми Коти звучит в упомянутой выше композиции, а также в «Justified & Ancient (Stand by The JAMs)». В записи «Chill Out» and «Build a Fire» звучит педальная слайд-гитара австралийского гитариста Грэма Ли (Graham Lee). Партии кларнета в «3 a.m. Eternal» и «Make It Rain» исполнил Duy Khiem.
В записи композиции KLF «America No More» принял участие оркестр волынщиков, а для композиции 2K «Fuck The Millennium» был приглашен духовой оркестр.

## Дискография
The Justified Ancients of Mu Mu:
- 1987 (What the Fuck Is Going On?) (The Sound of Mu (sic), 1987)
- Who Killed The JAMs? (KLF Communications, 1988)
- Shag Times (KLF Communications, 1988)

The KLF:
- The «What Time Is Love?» Story (KLF Communications, 1989)
- Space (альбом Джимми Коти) (KLF Communications, 1990)
- Chill Out (KLF Communications, 1990)
- The White Room (KLF Communications, 1991)